# Docalidia jacobii
Docalidia jacobii är en insektsart som beskrevs av Nielson 1979. Docalidia jacobii ingår i släktet Docalidia och familjen dvärgstritar. Inga underarter finns listade i Catalogue of Life.